# Věžná (district de Žďár nad Sázavou)
Pour les articles homonymes, voir Věžná.
Věžná (en allemand : Nebstich) est une commune du district de Žďár nad Sázavou, dans la région de Vysočina, en République tchèque. Sa population s'élevait à 236 habitants en 2020.

## Géographie
Věžná se trouve à 7 km au sud de Bystřice nad Pernštejnem, à 26,5 km au sud-est de Žďár nad Sázavou, à 49,5 km à l'est-nord-est de Jihlava à 150 km au sud-est de Prague.
La commune est limitée par Rožná et Věchnov au nord, par Býšovec et Nedvědice à l'est, par Sejřek et Střítež au sud, et par Bukov et Milasín à l'ouest.

## Histoire
La première mention écrite de la localité date de 1376.

## Administration
La commune se compose de trois quartiers :
- Věžná
- Jabloňov
- Pernštejnské Janovice

## Transports
Par la route, Věžná se trouve à 10,5 km de Bystřice nad Pernštejnem, à 33 km de Žďár nad Sázavou, à 65 km de Jihlava et à 185 km de Prague.